# Petru E. Oance
Petru E. Oancea (n. 1881 – d. 1973), cunoscut mai degrabă sub pseudonimul Tata Oancea, a fost un talentat artist popular, poet si sculptor, om de cultură ce a întruchipat profund spiritualitatea bănățeană (PresaOnline, știri locale de Caraș-Severin, 1 martie 2008).
La opera sa aveau să se raporteze mai multe generații de poeți, țărani condeieri, personalități literare și culturale. A fost editorul, publicistul și distribuitorul, chiar și tipograful (uneori) al revistei Vasiova.
A scris în viața lui 2 500 de versuri, 250 de schițe și 28 de nuvele și a editat de unul singur, revista „Vasiova”. Versurile „Țara mea”, „Dascălul”, Vasiova, Vasiova și Controla au rămas cu vocea sa în „Fonoteca de aur” a Studioului de Radio Timișoara. Dintre operele sale sculptate au rămas iconostasele bisericii din Vasiova, ale Mănăstirii Sf. Ilie și ușa laterală de iconostas într-o biserică din Ardeal.   
În semn de omagiu adus artistului-poet, liceul teoretic și bibilioteca orășenească din localitatea Bocșa îi poartă în prezent numele, iar începând din anul 1976 orașul Bocșa găzduiește Festivalul Interjudețean al Creatorilor și Interpreților de Poezie în Grai „Tata Oancea”.